# Англо-бутанская война
Англо-бутанская война, также известная как Дуарская война (англ. Duar War) — военный конфликт между Бутаном и Великобританией в 1864—1865 годах.

## Предыстория
После того, как англичане оккупировали Ассам и сделали его частью Британской Индии, начались пограничные споры с Бутаном, который отделяла от Ассама территория, известная под названием «дуары» («двери, врата») — ряд областей, через которые проходят горные проходы к реке Брахмапутра, контроль над которыми имел стратегическое значение.
В 1862 году из Британской Индии в Бутан отправилась миссия, руководимая Эшли Иденом. Официальной задачей миссии было разрешение пограничного спора с Бутаном, неофициальной — выяснение реальной военной силы Бутана. Однако в Бутане в это время шла гражданская война, в которой противостояли друг другу пенлопы Тонгса и Паро, и бутанский двор отказался принять миссию, которая была отложена до 1863 года.
В августе 1863 года миссия отправилась в Бутан из Калькутты, имея с собой черновик договора об основах взаимоотношений между Бутаном и Британской Индией. По причине политического хаоса в Бутане, Эшли получал несколько предупредительных сообщений, что его визит нежелателен, однако он всё равно направился в Пунакху через Хаа и Паро.
В Пунакхе его приняли неприветливо, подвергали издевательствам, пенлоп хлестал по лицу и дёргал за волосы, бутанцы заняли непримиримую позицию и отказались согласиться на английские условия. Более того, Тонгса-пенлоп угрозами вынудил английского посла подписать бутанский вариант договора, в котором закреплялось бутанское право на дуары. Опасаясь за свою жизнь, Иден подписал договор, сделав приписку «под давлением» (пользуясь тем, что никто из бутанцев не умел читать по-английски), а вернувшись в Индию, объявил договор недействительным и потребовал временной оккупации страны и разрушения всех бутанских дзонгов, либо временной оккупации ассамских и бенгальских дуаров.

## Ход войны
Англичане собрали войска из Ассама, Бенгала и Куч-Бихара, и разделили их на две группы и четыре колонны; командование восточной группой принял генерал Дансфорд, западной — генерал Малкэстер. Крайняя восточная колонна двинулась из Гувахати к Девангири, центрально-восточная — из Гоалпара к Бишеншингу, центрально-западная вышла на Пхунчолинг, крайняя западная вышла из Джалпаигури на Чумурчи. 12 ноября 1864 года Британская Индия объявила войну Бутану.
2 декабря восточная группа пересекла Брахмапутру, 10 декабря английские войска взяли Девангири, после чего Британская Индия аннексировала бенгальские и ассамские дуары.

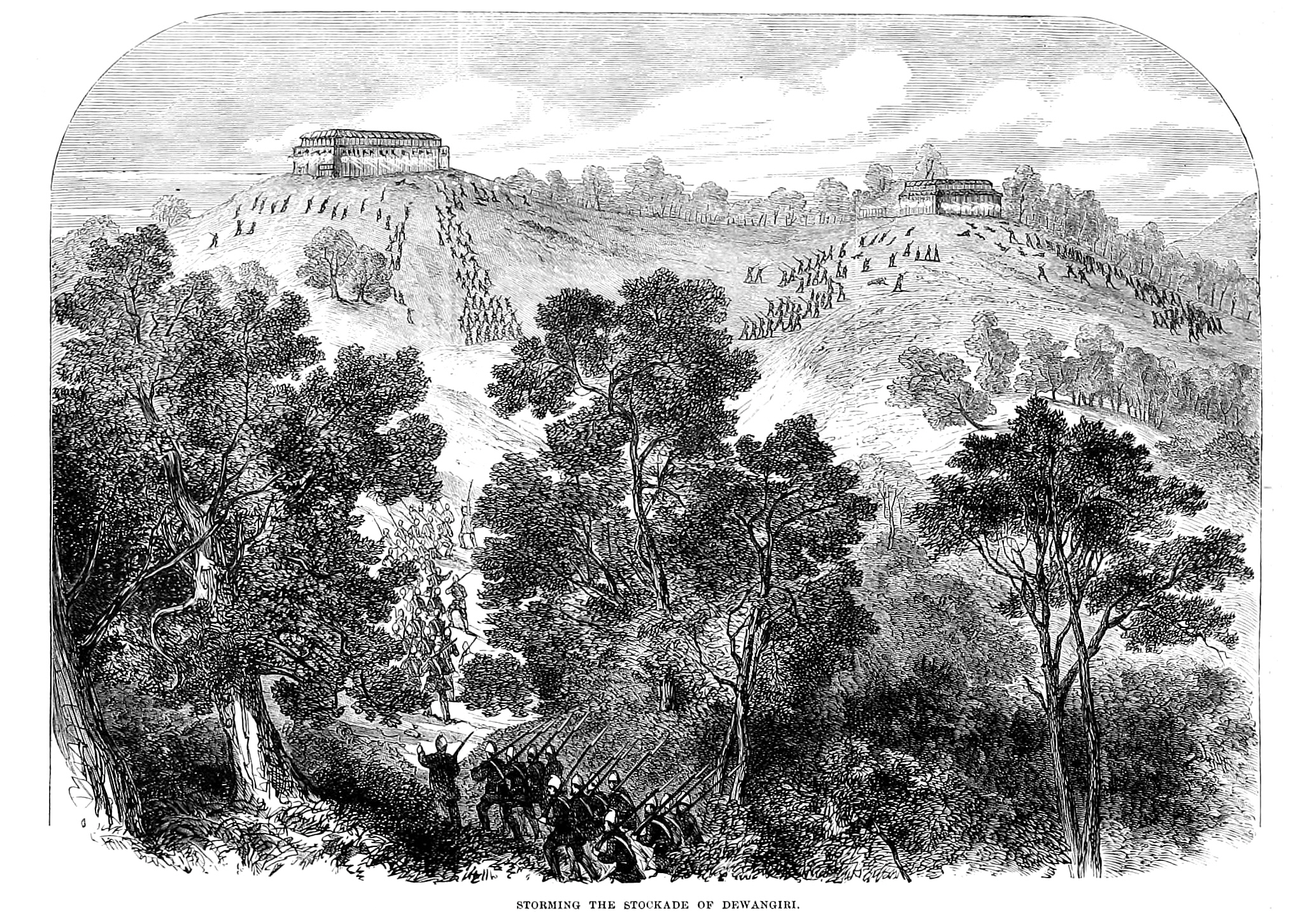
Штурм форта Девангири

16 декабря шабдрунг издал прокламацию, в которой обвинил Британию в неспровоцированной агрессии против Бутана и призвал бутанцев к сопротивлению англичанам. Воспользовавшись тем, что англичане уже увели основные войска обратно в Индию, оставив лишь гарнизоны, бутанцы неожиданной атакой взяли Девангири 29 января 1865 года; проходы на западе были захвачены 25—27 января. Под Чумурчи 5 тысяч человек, которыми командовал лично Тонгса-пенлоп, разгромили две британских колонны, в которых было 12 тысяч человек, и захватили 6 горных пушек (ныне хранятся в Национальном музее Бутана).
В начале марта 1865 года англичане произвели перестановки в высшем командном составе. Генерала Дансфорда сменил бригадный генерал Фрэйзер Тайтьер, а генерала Малкэстера — бригадный генерал Томбс. Во второй половине марта англичане выбили бутанцев из основных опорных пунктов вдоль границы, а 1 апреля британские войска атаковали Девангири. Многие бутанцы, оборонявшие Девангири, погибли, 120 капитулировавших были казнены англичанами. С повторным взятием Девангири война закончилась.

## Итоги
11 ноября 1865 года в Синчила был подписан мирный договор между Бутаном и Британской Индией. В соответствии с этим договором Бутан передавал англичанам дуары, а также территории в Сиккиме и Куч-Бихаре. Между двумя странами заключались соглашения о торговле и выдаче преступников.
Синчилаский договор послужил основой для Индо-Бутанского договора 1949 года. Статьи Синчилаского договора до сих пор служат основой взаимоотношений между Бутаном и Индией.